# Ceylalictus celebensis
Ceylalictus celebensis là một loài Hymenoptera trong họ Halictidae. Loài này được Blüthgen mô tả khoa học năm 1935.